# Samuel Wilder King

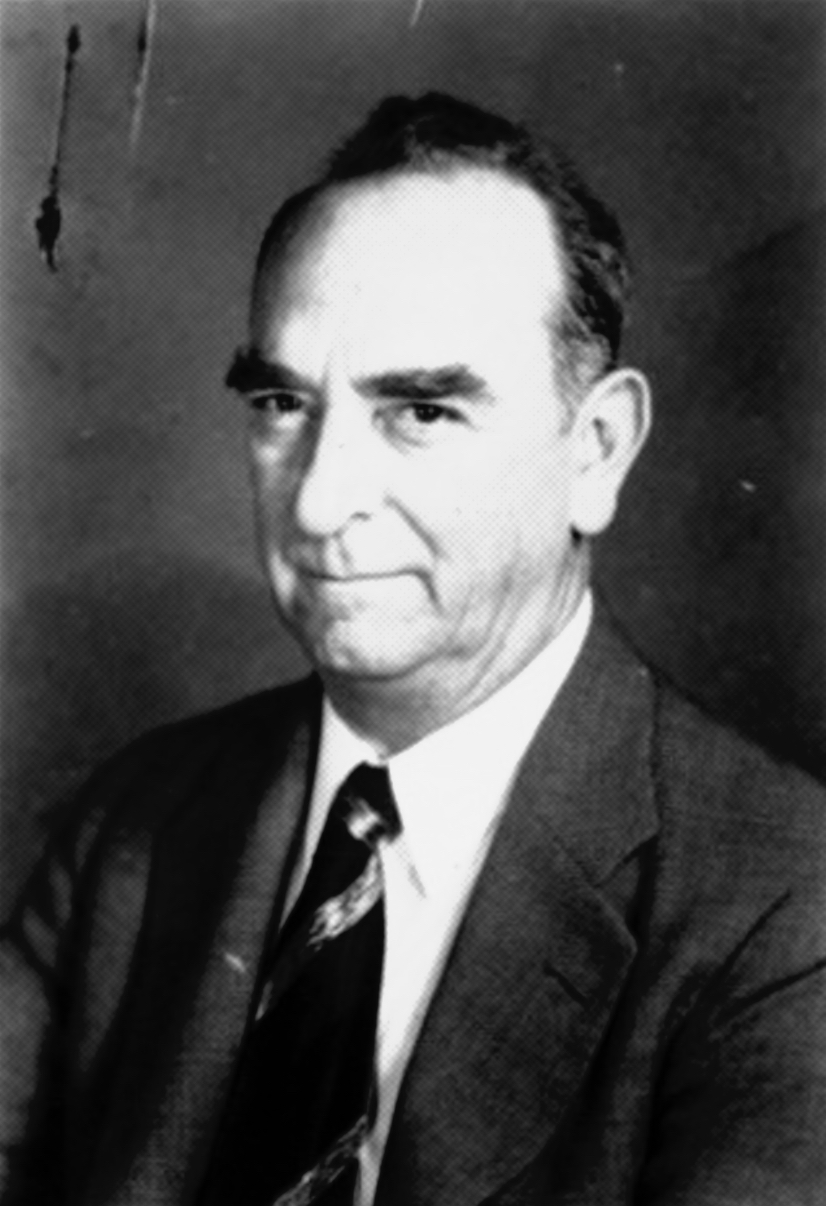
Samuel Wilder King

Samuel Wilder King (* 17. Dezember 1886 in Honolulu, Königreich Hawaiʻi; † 24. März 1959 ebenda) war ein US-amerikanischer Politiker. Er war der elfte Gouverneur des Hawaii-Territoriums und hatte sein Amt von 1953 bis 1957 inne. Davor war er Delegierter des Hawaii-Territoriums im US-Abgeordnetenhaus. Er war ein Mitglied der Republikanischen Partei und der erste polynesische Ureinwohner Hawaiis, der das höchste Amt im Territorium errang.

## Werdegang
Samuel Wilder King wurde 1886 in Honolulu geboren und war Staatsbürger des Königreichs Hawaiʻi. Als frommer Angehöriger der römisch-katholischen Kirche besuchte King die Saint Louis School. Nach seiner Graduierung dort studierte King an der Marineakademie in Annapolis, Maryland. Ferner trat er in die US Navy als Offizier (Commissioned officer) ein, wo er zwischen 1910 und 1924 diente. Zur Zeit seiner Entlassung hatte er den Dienstgrad eines Lieutenant Commander erreicht.
King kehrte 1925 in seine Heimatstadt zurück, wo er dem Immobilienhandel nachging. Er entschied sich 1932 eine politische Karriere einzuschlagen, indem er für sein erstes öffentliches Amt kandidierte und auch gewählt wurde. King war die nächsten zwei Jahre Mitglied im Board of Supervisors of Honolulu. 1934 wurde King als Delegierter in den US-Kongress gewählt, wo er vom Januar 1934 bis Januar 1943 in Washington, D.C. tätig war. Mit dem Ausbruch des Zweiten Weltkriegs trat King von seinem Amt als Delegierter zurück und nahm den Marinedienst wieder auf, zuerst als Kommandant, dann als Kapitän. Er schied 1946 aus dem Militärdienst aus.
Erneut kehrte King in seine Heimatstadt zurück, wo er in ein Subkabinett der Gouverneursadministration berufen wurde. King war ein Jahr im Emergency Housing Committee tätig. Danach wurde er 1947 in die Hawai'i Statehood Commission berufen, der er bis 1953 angehörte. Dann berief ihn im selben Jahr US-Präsident Dwight D. Eisenhower zum Territorialgouverneur von Hawaii. Er diente bis zu seinem Rücktritt am 31. Juli 1957 im ’Iolani-Palast. King verstarb am 24. März 1959 in Honolulu, kurz bevor Hawaii als 50. Bundesstaat in die Union aufgenommen wurde. Er wurde auf dem National Memorial Cemetery of the Pacific beigesetzt.